# Kyoto
Kyoto (jap. 京都市, Kyōto-shi; čita se "Kjoto-ši") je grad u Japanu kojeg nastanjuje 1,5 milijuna stanovnika. Bivši carski glavni grad Japana, danas glavni grad prefekture Kyota u središtu otoka Honshua. Zajedno s gradovima Osaka i Kobe čini drugo po veličini metropolsko područje (poslije Tokijskog), Keihanshin, koje ima 18.644.000 stanovnika na području od 11.170 km²
Područje Kyota naseljeno je u 7. stoljeću. Tijekom 8. stoljeća, kada je moćno budističko svećenstvo počelo da se miješa u carske poslove, car je odlučio da premjesti glavni grad u područje koje je daleko od budističkog utjecaja. Novi grad, Heiankyō („prijestolnica stabilnosti i mira“) postao je sjedište japanskog carskog dvora 794. Kasnije je grad preimenovan u Kyōto („glavni grad“). Kyoto je bio glavni grad Japana dok vlast nije u vrijeme razdoblja Meiji premještena u Edo (postoje mišljenja da je i danas pravna prijestolnica). Nakon što je Edo promijenio ime u Tokio (što znači "Istočni glavni grad"), Kyōto je u kratkom periodu bio poznat kao Saikjo (西京 Saikyō, što znači „Zapadni glavni grad“).
Kyōto, poznat i kao "grad tisuću hramova", bio je potpuno pošteđen razaranja u drugom svjetskom ratu, te se smatra najznačajnijim središtem japanske kulture, uvršten na popis svjetske baštine UNESCO-a. Značajno je sveučilišno središte, i kulturni centar svjetskog značaja.

## Povijest
Premda su arheološka istraživanja na ovom području dokazala ljudsko obitovanje na 10.000 godina pr. Kr., malo se zna o njemu prije 6. stoljeća. Tada je osnovano Svetište Shimogamo. Tijekom 8. stoljeća, kada se moćno budističko svećenstvo počelo uplitati u poslove carske uprave, car Kammu je odlučio premjestiti prijestolnicu u područje izvan njihova utjecaja. Car je za tu čast odabrao selo Uda koje je u to vrijeme bilo u distriktu Kadono, pokrajine Yamashiro. Novi grad je prozvan Heian-kyō ((平安京, "prijestolnica sigurnosti i mira"), a sagrađen je po uzoru na prijestolnicu kineske dinastije Tang, Chang'an. Heiankyo je postao sjedištem japanskog carskog dvora 794. godine, čime započinje razdoblje Heian japanske povijesti.
Iako su tijekom razdoblja Šogunata, vojni moćnici origanizirali svoje prijestolnice (Kyoto kao prijestolnica šogunata Muromachi, Kamakura šogunata Kamakura i Edo šogunata Tokugawa), Kyoto je ostao nominalnim glavnim gradom Japana sve do 1869. godine, kada je to postao Tokio.
Kyoto je jako stradao tijekom Ōninskog rata (1467. – 77.), te se nije oporavio sve do polovice 16. stoljeća. Sukobi samurajskih frakcija su preplavili njegove ulice i u njih se uplelo carsko plemstvo (kuge), kao i vjerske frakcije. Plemićke vile su pretvorene u utvrde, iskopani su duboki jarci oko i u samom gradu (za obranu od napada ali i požara), a mnoge građevine su izgorjele. 
Koncem 16. stoljeća, Toyotomi Hideyoshi je obnovio grad i dao izgraditi nove ulice čime je uduplao broj ulica u pravcu sjever-jug, čime je grad dobio izgled mreže pravokutnika, za razliku od kvadratične mreže ulica starog grada. On je također dao igraditi i zemljane nasipe, Odoi (御土居), koji su okruživali grad. Ulica Teramachi u središtu grada je mjesto gdje se nalazi budistička četvrt gdje je Hideyoshi skupio gradske hramove. Tijekom razdoblja Edo, Kyoto je doživio gospodarski procvat, zajedno s osakom i Edom (Tokio).
Tijekom Hamaguri bune 1864. godine, u gradu je izgorjelo oko 28.000 kuća, što je bilo razlogom premještanja prijestolnice u Tokio 1869. godine. Nakon toga oslabilo je gospodarstvo grada, te je za njegov spas izgrađen kanal jezera Biwa 1890. godine. Broj stanovnika je konstantno rastao i 1922. godine je prešao brojku od milijuna.
Krajem drugog svjetskog rata, Sjedinjene Države razmatrale su mogućnost da atomsku bombu bace na Kyoto, ali na kraju su odabrani gradovi Hirošima i Nagasaki. Sam grad je bio žrtvom tek nekoliko manjih bombardiranja, zbog čega je Kyoto jedan od rijetkih japanskih gradova u kojemu postoji mnoštvo predratnih građevina, kao što su tradicionalne japanske kuće - machiya. 
Kyoto je naravno izrastao u moderni japanski grad koji je progutao tradicionalne građevine. Dana 1. rujna 1956. godine postao je "grad s višom upravom", a u posljednje vrijeme je najpoznatiji kao mjesto donošenja međunarodnog Protokola iz Kyota iz 1997. godine, kojim se pokušava regulirati emisije stakleničkih plinova na svjetskoj razini.

## Znamenitosti
U Kyotu se nalazi oko 2.000 hramova i svetišta koje svake godine posjeti oko 30 milijuna turista. U starom dijelu grada nalazi se 20% od ukupnog broja japanskih lokaliteta sa statusom Japanskog nacionalnog blaga, ali i 14% od ukupnog broja japanskih lokaliteta sa statusom "Važan kulturni lokalitet". Od njih je 14, od ukupno 17 lokaliteta, upisano na UNESCO-ov popis mjesta svjetske baštine u Aziji 1994. godine, pod imenom "Spomenici starog Kyota (Kyoto, Uji i Otsu)":
- Daigo-ji (醍醐寺)
- Ginkaku-ji　(銀閣寺)
- Svetište Kamigamo (上賀茂神社)
- Hram Kinkaku (金閣寺)
- Kiyomizu-dera (清水寺)
- Kōzan-ji (高山寺)
- Ninna-ji (仁和寺)
- Dvorac Nijō (二条城)
- Nishi Hongan-ji (西本願寺)
- Ryōan-ji (龍安寺)
- Saihō-ji (西芳寺)
- Svetište Shimogamo (下鴨神社)
- Tenryū-ji (天龍寺)
- Tō-ji (東寺)

Pored njih u gradu se nalaze i brojne druge znamenitosti kao što su:
| - Iwatayama park majmuna, u četvrti Nishikyō-ku, je mjesto gdje živi oko 170 japanskih makakija - Muzeji: - Botanički vrt Kyoto (京都府立植物園) - Međunarodni Manga muzej Kyoto (京都国際マンガミュージアム) - Muzej svjetskog mira sveučilišta Ritsumeikan (立命館大学国際平和ミュージアム) - Nacionalni muzej Kyoto (京都国立博物館) - Nacionalni muzej modrene umjetnosti Kyoto (京都国立近代美術館) | - - Ōkōchi Sansō (大河内山荘) - Općinski muzej umjetnosti Kyota (京都市美術館) - Ryozen muzej povijesti (幕末維新ミュージアム 霊山歴史館) - Sen-oku Hakuko Kan (泉屋博古館) - Umekoji muzej parnih lokomotiva (梅小路蒸気機関車館) - Umjetnički centar Kyoto (京都芸術センター) - Kyoto toranj |

## Uprava
Uprava grada Kyota ima status grada-prefekture, u japanskoj pokrajini Kansai, kojom upravlja gradonačelnik (od 2011. neovisni kandidat Daisaku Kadokawa 門川大作) s upravnim vijećem od 69 izabiranih predstavnika.
Grad je podijeljen na 11 oblasti:
| - Fushimi-ku (伏見区) - Higashiyama-ku (東山区) - Kamigyō-ku (上京区) - Kita-ku (北区) - Minami-ku (南区) - Nakagyō-ku (中京区) - upravno središte | - Nishikyō-ku (西京区) - Sakyo-ku (左京区) - Shimogyō-ku (下京区) - Ukyō-ku (右京区) - Yamashina-ku (山科区) |

## Gospodarstvo
Glavna industrija u Kyotu su informacijske tehnologije i elektronika, te se u gradu nalaze sjedišta mnogih međunarodnih tvrtki kao što su: Nintendo, Intelligent Systems, TOSE, OMRON, Kyocera, Shimadzu Corp., Rohm, Horiba, Nidec Corporation, Nichicon, GS Yuasa i Murata Machinery.

## Promet
Kyoto kolodvor, drugi po veličini u Japanu, koji povezuje gradsku podzemnu željeznicu (linije Karasuma i Tōzai) s japanskom željeznicom (linijama Tōkaidō Shinkansen i Sanyō Shinkansen)

## Obrazovanje
Sveučilište Kyoto je prema međunarodnim mjerenjima (The Times Higher Education Supplement) drugo u Japanu i 25. u svijetu.

## Zbratimljeni gradovi
Kyoto je zbratimljen sa sljedećim gradovima:
| - Boston SAD - Cuzco Peru - Firenca Italija - Guadalajara Meksiko - Kijev Ukrajina - Köln Njemačka | - Konya Turska - Pariz Francuska - Prag Češka - Zagreb Hrvatska - Xi'an NR Kina |

## Vanjske poveznice
- Službena stranica grada Kyota
- Turističko vijeće grada Kyota
- Hramovi i svetišta Kyota  Arhivirana inačica izvorne stranice od 13. rujna 2011. (Wayback Machine) (engl.)